# Ревен (кантон)
Реве́н (фр. Revin) — кантон во Франции, находится в регионе Шампань — Арденны, департамент Арденны. Входит в состав округа Шарлевиль-Мезьер.
Код INSEE кантона — 0835. Всего в кантон Ревен входит 2 коммуны, из них главной коммуной является Ревен.

## Коммуны кантона
| Коммуна | Население, чел. (1999) | Почтовый индекс | Код INSEE |
| ------- | ---------------------- | --------------- | --------- |
| Аншан   | 192                    | 08500           | 08011     |
| Ревен   | 8 963                  | 08500           | 08363     |

## Население
Население кантона на 1999 год составляло 9 155 человек.
| 1962   | 1968   | 1975   | 1982   | 1990  | 1999  | 2006 | 2007 | 2008 |
| ------ | ------ | ------ | ------ | ----- | ----- | ---- | ---- | ---- |
| 11 418 | 12 338 | 11 784 | 10 664 | 9 575 | 9 155 | —    | —    | —    |